# Neoleucopis obscura
Neoleucopis obscura är en tvåvingeart som först beskrevs av Alexander Henry Haliday 1833.  Neoleucopis obscura ingår i släktet Neoleucopis, och familjen markflugor. Arten är reproducerande i Sverige.